# Selenophorus
Selenophorus es un  género de coleópteros adéfagos de la familia Carabidae.
Está distribuido desde Canadá hasta la Argentina. Hay 177 especies válidas.

## Especies
Comprende las siguientes especies:
- Selenophorus abaxoides Reiche, 1843
- Selenophorus acutangulus (Putzeys, 1878)
- Selenophorus adjunctus (Casey, 1914)
- Selenophorus aeneopiceus Casey, 1884
- Selenophorus aequinoctialis Dejean, 1829
- Selenophorus affinis Dejean, 1831
- Selenophorus agilis Putzeys, 1878
- Selenophorus agonoides (Putzeys, 1878)
- Selenophorus alternans Dejean, 1829
- Selenophorus anceps Dejean, 1831
- Selenophorus angulatus Chaudoir, 1843
- Selenophorus antarcticus Steinheil, 1869
- Selenophorus apicalis Putzeys, 1878
- Selenophorus assimilis Putzeys, 1878
- Selenophorus aureocupreus Bates, 1891
- Selenophorus aurichalceus Dejean, 1831
- Selenophorus barbadensis Ball & Shpeley, 1992
- Selenophorus barysomoides Putzeys, 1878
- Selenophorus batesi Putzeys, 1878
- Selenophorus beauvoisii Dejean, 1829
- Selenophorus blanchardi Manee, 1915
- Selenophorus blandus Dejean, 1829
- Selenophorus bradycelloides Bates, 1891
- Selenophorus brasiliensis (Chaudoir, 1837)
- Selenophorus brevis (Putzeys, 1878)
- Selenophorus breviusculus G.Horn, 1880
- Selenophorus callistichus Bates, 1878
- Selenophorus cardionotus Putzeys, 1878
- Selenophorus cayennensis Fauvel, 1861
- Selenophorus chalceus Putzeys, 1878
- Selenophorus chalcosomus Reiche, 1843
- Selenophorus chalybeus Dejean, 1829
- Selenophorus chaparralus Purrington, 2000
- Selenophorus chiriquinus Bates, 1882
- Selenophorus chryses Bates, 1884
- Selenophorus cinctus Putzeys, 1878
- Selenophorus clypealis Ball & Shpeley, 1992
- Selenophorus concinnus Schaeffer, 1910
- Selenophorus confinis R.Sahlberg, 1844
- Selenophorus coracinus Dejean, 1829
- Selenophorus cordatus Putzeys, 1878
- Selenophorus cubanus Darlington, 1935
- Selenophorus cupreolus Casey, 1914
- Selenophorus curvipes Putzeys, 1878
- Selenophorus cyaneopacus Darlington, 1934
- Selenophorus cyaneus Putzeys, 1878
- Selenophorus cyclogonus (Putzeys, 1878)
- Selenophorus depressulus (Casey, 1914)
- Selenophorus dessalinesi Ball & Shpeley, 1992
- Selenophorus dichromatus Casey, 1914
- Selenophorus dilutipes Putzeys, 1878
- Selenophorus dimidiatulus Emden, 1958
- Selenophorus discoderoides Schaeffer, 1910
- Selenophorus dispar Bates, 1891
- Selenophorus distinctus Putzeys, 1878
- Selenophorus dives Bates, 1884
- Selenophorus dubius Putzeys, 1878
- Selenophorus elongatus (Leconte, 1848)
- Selenophorus emarginatus Putzeys, 1878
- Selenophorus emendi Reichardt, 1976
- Selenophorus exilis Dejean, 1831
- Selenophorus faldermanni Putzeys, 1878
- Selenophorus famulus Casey, 1914
- Selenophorus fatuus (Leconte, 1863)
- Selenophorus flavilabris Dejean, 1829
- Selenophorus flavipes Putzeys, 1878
- Selenophorus foveatus Putzeys, 1878
- Selenophorus foveolatus Chaudoir, 1843
- Selenophorus fulvicornis Putzeys, 1878
- Selenophorus gagatinus Dejean, 1829
- Selenophorus galapagoensis G.R.Waterhouse, 1845
- Selenophorus genuinus Putzeys, 1878
- Selenophorus glabripennis Putzeys, 1878
- Selenophorus hepburni Bates, 1884
- Selenophorus rufulus Putzeys, 1878
- Selenophorus scitulus Dejean, 1829
- Selenophorus subtropicus (Casey, 1924)
- Selenophorus amaroides Dejean, 1829
- Selenophorus contractus (Casey, 1914)
- Selenophorus discopunctatus Dejean, 1829
- Selenophorus ellipticus Dejean, 1829
- Selenophorus fossulatus Dejean, 1829
- Selenophorus granarius Dejean, 1829
- Selenophorus houstoni Casey, 1914
- Selenophorus hylacis (Say, 1823)
- Selenophorus illustris Putzeys, 1878
- Selenophorus implicans Casey, 1914
- Selenophorus insularis Boheman, 1858
- Selenophorus integer (Fabricius, 1801)
- Selenophorus intermedius (Putzeys, 1878)
- Selenophorus irideus Reiche, 1843
- Selenophorus irinus (Reiche, 1843)
- Selenophorus lacordairei Dejean, 1831
- Selenophorus laesus (Leconte, 1858)
- Selenophorus laevicollis (Bates, 1884)
- Selenophorus latior Darlington, 1934
- Selenophorus limbolaris Perty, 1830
- Selenophorus liodiscus Putzeys, 1878
- Selenophorus lubricipes Dejean, 1831
- Selenophorus lucidulus Dejean, 1829
- Selenophorus macleayi (Kirby, 1837)
- Selenophorus marginepilosus Steinheil, 1869
- Selenophorus marginepunctatus (Dejean, 1829)
- Selenophorus maritimus Casey, 1914
- Selenophorus mendicus Putzeys, 1878
- Selenophorus mexicanus (Putzeys, 1878)
- Selenophorus misellus Putzeys, 1878
- Selenophorus modestus Putzeys, 1878
- Selenophorus multiporus Bates, 1884
- Selenophorus multipunctatus Dejean, 1829
- Selenophorus mundus Putzeys, 1878
- Selenophorus municeps (Casey, 1924)
- Selenophorus mustus Casey, 1914
- Selenophorus myrmidon Dejean, 1831
- Selenophorus nanulus (Casey, 1924)
- Selenophorus nonseriatus Darlington, 1934
- Selenophorus obscuricornis (G.R.Waterhouse, 1845)
- Selenophorus obscurus Putzeys, 1878
- Selenophorus obtusus Dejean, 1829
- Selenophorus opacus Putzeys, 1878
- Selenophorus opalinus (Leconte, 1863)
- Selenophorus otiosus Casey, 1914
- Selenophorus palliatus (Fabricius, 1798)
- Selenophorus pampicola Steinheil, 1869
- Selenophorus paramundus Ball & Shpeley, 1992
- Selenophorus parumpunctatus Dejean, 1829
- Selenophorus parvus Darlington, 1934
- Selenophorus pedicularius Dejean, 1829
- Selenophorus perpolitus Casey, 1884
- Selenophorus placidus (Putzeys, 1878)
- Selenophorus planipennis Leconte, 1848
- Selenophorus pleuriticus Putzeys, 1878
- Selenophorus poeciloides Putzeys, 1878
- Selenophorus promptus Dejean, 1829
- Selenophorus propinquus Putzeys, 1874
- Selenophorus pseudomundus Ball & Shpeley, 1992
- Selenophorus puertoricensis Mutchler, 1934
- Selenophorus pulcherrimus Emden, 1949
- Selenophorus pullus Dejean, 1829
- Selenophorus punctatulus Putzeys, 1878
- Selenophorus punctiger Kirsch, 1873
- Selenophorus punctipennis Putzeys, 1878
- Selenophorus punctulatus Dejean, 1829
- Selenophorus pusillus Putzeys, 1878
- Selenophorus pusio Putzeys, 1878
- Selenophorus putzeysi Csiki, 1932
- Selenophorus pyritosus Dejean, 1829
- Selenophorus riparius Casey, 1914
- Selenophorus rodriguezi Putzeys, 1878
- Selenophorus rufescens Putzeys, 1878
- Selenophorus ruficollis (Putzeys, 1878)
- Selenophorus rugipennis Putzeys, 1878
- Selenophorus rugulosus Putzeys, 1878
- Selenophorus sallei Putzeys, 1878
- Selenophorus satyrus Putzeys, 1878
- Selenophorus scolopaceus Casey, 1914
- Selenophorus semirufus Bates, 1882
- Selenophorus seriatoporus Putzeys, 1878
- Selenophorus sinuaticollis Notman, 1922
- Selenophorus sinuatus (Gyllenhal, 1806)
- Selenophorus solitarius Darlington, 1934
- Selenophorus splendidus Putzeys, 1878
- Selenophorus steinheili Blackwelder, 1944
- Selenophorus striatopunctatus Putzeys, 1878
- Selenophorus suavis Bates, 1884
- Selenophorus subaeneus Reiche, 1843
- Selenophorus subcordatus Putzeys, 1878
- Selenophorus subpunctatus Reiche, 1843
- Selenophorus subquadratus (Putzeys, 1878)
- Selenophorus subsinuatus Putzeys, 1878
- Selenophorus tarsalis Putzeys, 1878
- Selenophorus tesselatus Putzeys, 1878
- Selenophorus thoracicus Putzeys, 1878
- Selenophorus tibialis Putzeys, 1878
- Selenophorus trepidus (Casey, 1924)
- Selenophorus tubericauda Bates, 1884
- Selenophorus valgus Bates, 1884
- Selenophorus variabilis Curtis, 1839
- Selenophorus variegatus Dejean, 1831
- Selenophorus ventralis Putzeys, 1878
- Selenophorus vicinus Dejean, 1829
- Selenophorus vigilans (Casey, 1914)
- Selenophorus vilis Putzeys, 1878
- Selenophorus woodruffi Ball & Shpeley, 1992
- Selenophorus xantholomus Putzeys, 1878
- Selenophorus yucatanus Putzeys, 1878